# Madan Mohan Mishra
Madan Mohan Mishra (en devanagari: मदनमोहन मिश्र; Lalitpur, 12 de diciembre de 1931 - 4 de julio de 2013) fue un escritor y humorista nepalí, conocido por su poesía épica, escritos satíricos y canciones infantiles. Escribió en nepalés, nepal bhasa e inglés.

## Biografía
Mishra nació en Lalitpur, sus padres fueron Pandit Madhusudan y Maheswari Mishra. Fue educado en sánscrito.
Mishra escribió más de una docena de libros, entre ellos trabajos académicos sobre el arte, la cultura y la escultura. Su Gajiguluya Mhagasay Pashupatinath (गजिगुलुया म्हगसय् पशुपतिनाथ, 'Pashupatinath en los sueños de un fumador de marihuana'), publicado en 1975, es una de sus obras más queridas en nepal bhasa. La primera edición fue confiscada por el régimen panchayat.
Fue distinguido con el título de Khyali Ratna ('joya entre los humoristas') por Khyaligulu Guthi, una asociación de humoristas.